# El hijo zurdo
El hijo zurdo és una minisèrie de televisió per internet espanyola de drama i thriller creada, escrita i codirigida per Rafael Cobos per a Movistar Plus+, basada en la novel·la homònima de Rosario Izquierdo. És protagonitzada per María León, Hugo Welzel, Alberto Ruano, Tamara Casellas, Numa Parets, Marisol Membrillo, Susana Córdoba i Germán Rueda. L'estrena mundial va ser en el festival de Canneseries, el 18 d'abril de 2023, i es va estrenar a Espanya en Movistar Plus+ i la seva cadena de pagament principal, 0 por M+, el 27 d'abril de 2023.

## Trama
Lola (María León), una mare de classe benestant, veu com el seu fill menor, Lorenzo (Hugo Welzel), s'endinsa en el grup neonazi dels Caps Rapats. Després d'assabentar-se que Lorenzo li ha clavat una pallissa a un noi marroquí, Lola recorre a l'ajuda de Maru (Tamara Casellas), una dona de classe més baixa que es troba en la seva mateixa situació, per a poder entendre i recuperar al seu fill.

## Repartiment

### Principal
- María León com Lola Izquierdo
- Hugo Welzel com Lorenzo Gómez Frías
- Alberto Ruano com Rodrigo Gómez Frías
- Tamara Casellas com Maru
- Numa Parets com Inés
- Marisol Membrillo com a mare de Lola
- Susana Córdoba com Juana
- Germán Rueda com "El Loco"

## Capítols
| Núm. | Títol                 | Direcció      | Guió         | Data d'emissió original |
| ---- | --------------------- | ------------- | ------------ | ----------------------- |
| 1    | «Tal astilla»         | Rafael Cobos  | Rafael Cobos | 27 d'abril de 2023      |
| 2    | «La playa»            | Rafael Cobos  | Rafael Cobos | 27 d'abril de 2023      |
| 3    | «Las llaves de casa»  | Paco R. Baños | Rafael Cobos | 27 d'abril de 2023      |
| 4    | «Lo mejor para todos» | Paco R. Baños | Rafael Cobos | 27 d'abril de 2023      |
| 5    | «Poco a poco»         | Paco R. Baños | Rafael Cobos | 27 d'abril de 2023      |
| 6    | «El hijo zurdo»       | Paco R. Baños | Rafael Cobos | 27 d'abril de 2023      |

## Producció
El 13 de juliol de 2022, Movistar Plus+ va anunciar que Rafael Cobos havia creat i escrit per a la plataforma una adaptació a televisió de la novel·la El hijo zurdo de Rosario Izquierdo, de la qual ell també debutaria com a director dirigint els dos primers capítols. María León, Tamara Casellas, Hugo Welzel, Germán Rueda i Numa Paredes van ser confirmats com a part de l'elenc principal. El rodatge de la sèrie va començar el 18 de juliol de 2022 a Sevilla.

## Llançament
Al febrer de 2023, Movistar Plus+ va llançar el primer teaser trailer de la sèrie. El 13 de març de 2023, la plataforma va treure el primer pòster de la sèrie i va revelar que s'estrenaria el 27 d'abril de 2023. El 3 d'abril de 2023, fou llançat el tràiler final. A la fi de març de 2023, es va revelar que la sèrie s'estrenaria de manera mundial en el festival de Canneseries el 18 d'abril de 2023, sent la quarta sèrie de Movistar Plus+ a estrenar-se en el festival després de Félix, Vida perfecta i El Inmortal.
Ha rebut el premi a Millor Minisèrie en la secció Short Form de Canneseries en 2023<.

## Reconeixements
| Any  | Premi        | Categoria                                                              | Nominat(s)                                                                           | Resultat  | Ref.   |
| ---- | ------------ | ---------------------------------------------------------------------- | ------------------------------------------------------------------------------------ | --------- | ------ |
| 2023 | Canneseries  | Millor minisèrie                                                       | El hijo zurdo                                                                        | Guanyador | [ 10 ] |
| 2023 | Produ Awards | Millor minisèrie                                                       | El hijo zurdo                                                                        | Pendent   | [ 11 ] |
| 2023 | Produ Awards | Millor actriu principal - Sèrie i minisèrie dramàtica                  | María León                                                                           | Pendent   | [ 11 ] |
| 2023 | Produ Awards | Millor actriu de repartiment - Sèrie i minisèrie                       | Tamara Casellas                                                                      | Pendent   | [ 11 ] |
| 2023 | Produ Awards | Millor direcció - Sèrie i minisèrie comèdia, comèdia dramàtica i drama | Rafael Cobos i Paco R. Baños                                                         | Pendent   | [ 11 ] |
| 2023 | Produ Awards | Més ben productor de ficció - Sèrie i minisèrie                        | Domingo Corral, Fran Araújo, José Antonio Félez, Alberto Félez i Cristina Sutherland | Pendent   | [ 11 ] |
| 2023 | Produ Awards | Millor guió - Sèrie i minisèrie                                        | Rafael Cobos                                                                         | Pendent   | [ 11 ] |
| 2023 | Produ Awards | Millor compositor musical                                              | Julio de la Rosa                                                                     | Pendent   | [ 11 ] |
| 2024 | Premis Feroz | Millor sèrie dramàtica                                                 | El hijo zurdo                                                                        | Pendent   | [ 12 ] |
| 2024 | Premis Feroz | Millor actriu de repartiment d'una sèrie                               | Tamara Casellas                                                                      | Pendent   | [ 12 ] |
| 2024 | Premis Feroz | Millor guió d'una sèrie                                                | Rafael Cobos López                                                                   | Pendent   | [ 12 ] |